# Ramón Jáuregui
José Ramón Jáuregui Atondo (ur. 1 września 1948 w San Sebastián) – hiszpański polityk, zastępca lehendakari Kraju Basków (1987–1991), przewodniczący regionalnej PSOE, wieloletni parlamentarzysta parlamentu lokalnego i Kongresu Deputowanych w Madrycie, minister, poseł do Parlamentu Europejskiego VII i VIII kadencji.

## Życiorys
Uzyskał licencjat z dziedziny prawa. Od 1977 do 1979 zatrudniony w Urzędzie Miejskim w San Sebastián. W 1980 został wybrany na sekretarza generalnego hiszpańskich związków zawodowych UGT w Kraju Basków. W latach 1982–1987 był specjalnym wysłannikiem rządu Felipe Gonzáleza w Kraju Basków. W wyborach 1986 był kandydatem PSE-PSOE na premiera regionu (lehendakari). Gdy PSE-PSOE weszła do koalicji z PNV, objął tekę wicepremiera. Stanowisko utrzymał po kolejnych wyborach z 1990. Od 1993 do 1995 stał na czele resortu sprawiedliwości w rządzie regionalnym. W latach 1990–1993 pełnił obowiązki sekretarza generalnego PSE-PSOE. W 1993 został sekretarzem generalnym Socjalistycznej Partii Kraju Basków – Baskijskiej Lewicy (PSE-EE), pełnił tę funkcję do 1998. Deklarował się jako zwolennik porozumienia z siłami umiarkowanie nacjonalistycznymi, a także dialogu z ETA celem zaprzestania przez tę organizację stosowania przemocy.
W 1996 uzyskał mandat posła do niższej izby Kortezów Generalnych (po raz kolejny wybierany w latach 2000, 2004 i 2008). Od 2004 pełnił obowiązki rzecznika PSOE w Komisji Konstytucyjnej. W wyniku wyborów z 2009 wszedł do Parlamentu Europejskiego z drugiego miejsca listy krajowej PSOE. Z mandatu zrezygnował w październiku 2010. Objął wówczas funkcję ministra ds. prezydencji, zastępując Maríę Teresę Fernández de la Vega. W 2011 ponownie wybrany do Kongresu Deputowanych, a w 2014 powrócił w skład Europarlamentu.